# Mercedes-Benz M116
La sigla Mercedes-Benz M116 (o Daimler-Benz M116) indica una famiglia di motori a scoppio prodotto dal 1969 al 1991 dalla Casa tedesca Daimler-Benz per il suo marchio automobilistico Mercedes-Benz.

## Profilo e caratteristiche

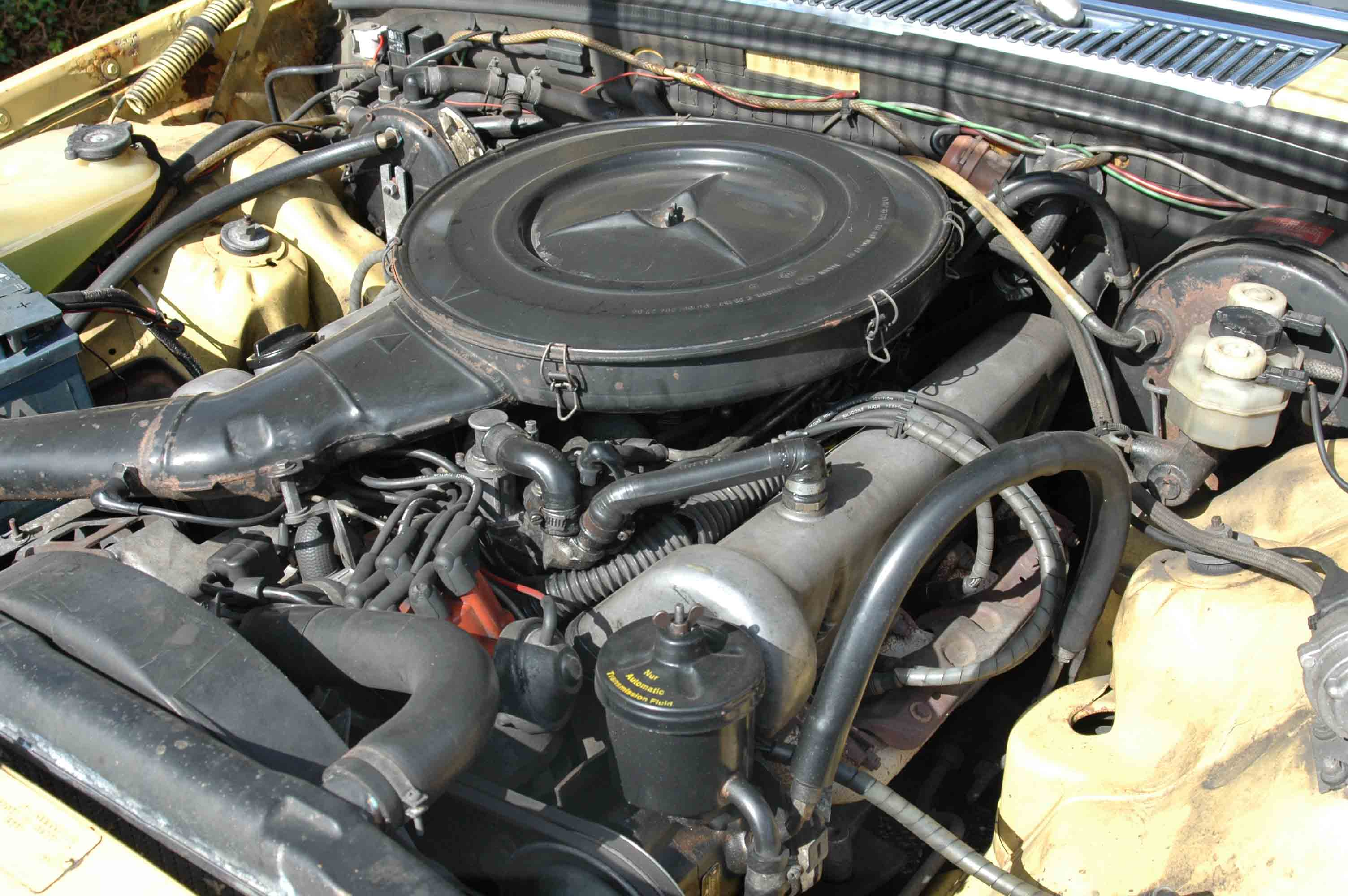
Vista del motore M116 da 3.5 litri

Si tratta di una famiglia di motori di alta cilindrata destinati a modelli di lusso. Tali motori andarono ad affiancare i motori Mercedes-Benz M117, di cilindrate ancor più alte e considerati i veri eredi dei motori M100.

I motori M116 hanno subito diverse evoluzioni nel corso della loro carriera, per cui non avevano molte caratteristiche in comune. Le principali, comunque, erano le seguenti:
- architettura di tipo V8;
- angolo di 90° tra le bancate;
- testata in lega di alluminio;
- distribuzione ad un asse a camme in testa per bancata con comando a catena;
- valvole: due per cilindro;
- alimentazione ad iniezione Bosch;
- albero a gomiti su 5 supporti di banco.

Per il resto, vi sono state numerose differenze a seconda del motore e dell'epoca in cui è stato proposto. Per cominciare, i motori M116 sono l'uno l'evoluzione dell'altro: nato come 3.5 litri, il primo motore M116 aveva il monoblocco in ghisa. A partire dal 1979 il motore, portato a 3.8 litri, venne prodotto con monoblocco in lega di alluminio. Inoltre, dal 1981, una nuova filosofia produttiva tesa a migliorare i consumi introdusse nuove migliorie ai motori M116. Oltre alla cilindrata leggermente rivista, ma mantenuta sempre a 3.8 litri, vennero adottati nuovi accorgimenti per l'ottimizzazione del rendimento termico.

Una nuova serie di aggiornamenti si ebbe nel 1985, quando i motori M116 vennero dotati di marmitta catalitica. Contemporaneamente venne ulteriormente aumentata la cilindrata, portata a 4.2 litri.

Quest'ultima evoluzione del motore M116 beneficiò di altri aggiornamenti nel 1987, aggiornamenti sempre tesi all'ottimizzazione del rendimento.

Gli ultimi motori M116 uscirono dalle linee di produzione nel 1991.
Di seguito vengono illustrate più in dettaglio le caratteristiche e le applicazioni dei quattro motori M116.

### M116E35
Introdotto nel 1969, è stato il primo dei motori M116 in ordine cronologico e l'unico a montare il monoblocco in ghisa. Era caratterizzato da una cilindrata di 3499 cm³, data da misure di alesaggio e corsa pari a 92x65.8 mm. Tale propulsore è stato prodotto fino al 1979 e durante la sua carriera ha subito alcuni aggiornamenti. Nel 1976, fu montata l'iniezione meccanica K-Jetronic al posto di quella elettronica D-Jetronic. Contemporaneamente il rapporto di compressione fu portato da 9.5:1 a 9:1. Di questo motore sono esistite più varianti, ma l'anno cruciale nell'evoluzione di tali motori resta sempre il 1976: i motori 3.5 M116 appartenenti al primo periodo sono pressoché identici tra loro, così come lo sono i 3.5 M116 appartenenti al secondo periodo, tranne alcune caratteristiche di dettaglio. Nella seguente tabella sono riportate le caratteristiche di ogni variante:
| Mercedes-Benz Motore M116E35 |                          |                |                   |                                              |                    |
| Versione                     | Rapporto di compressione | Potenza CV/rpm | Coppia max Nm/rpm | Applicazioni                                 | Anni di produzione |
| 116.980                      | 9.5                      | 200/5800       | 286/4000          | Mercedes-Benz 280SE 3.5 Coupé/Cabriolet W111 | 1969-71            |
| 116.980                      | 9.5                      | 200/5800       | 286/4000          | Mercedes-Benz 280SE/SEL 3.5                  | 1970-72            |
| 116.981                      | 9.5                      | 200/5800       | 286/4000          | Mercedes-Benz 300SEL 3.5                     | 1969-72            |
| 116.982                      | 9.5                      | 200/5800       | 286/4000          | Mercedes-Benz 350SL R107                     | 1970-76            |
| 116.982                      | 9.5                      | 200/5800       | 286/4000          | Mercedes-Benz 350SLC C107                    | 1972-76            |
| 116.983                      | 9.5                      | 200/5800       | 286/4000          | Mercedes-Benz 350SE/SEL W116                 | 1972-75            |
| 116.984                      | 9                        | 195/5500       | 275/4000          | Mercedes-Benz 350SL R107                     | 1976-80            |
| 116.984                      | 9                        | 195/5500       | 275/4000          | Mercedes-Benz 350SLC C107                    | 1976-80            |
| 116.985                      | 9                        | 195/5500       | 275/4000          | Mercedes-Benz 350SE/SEL W116                 | 1976-78            |
| 116.985                      | 9                        | 205/5750       | 285/4000          | Mercedes-Benz 350SE/SEL W116                 | 1978-80            |

### M116E38

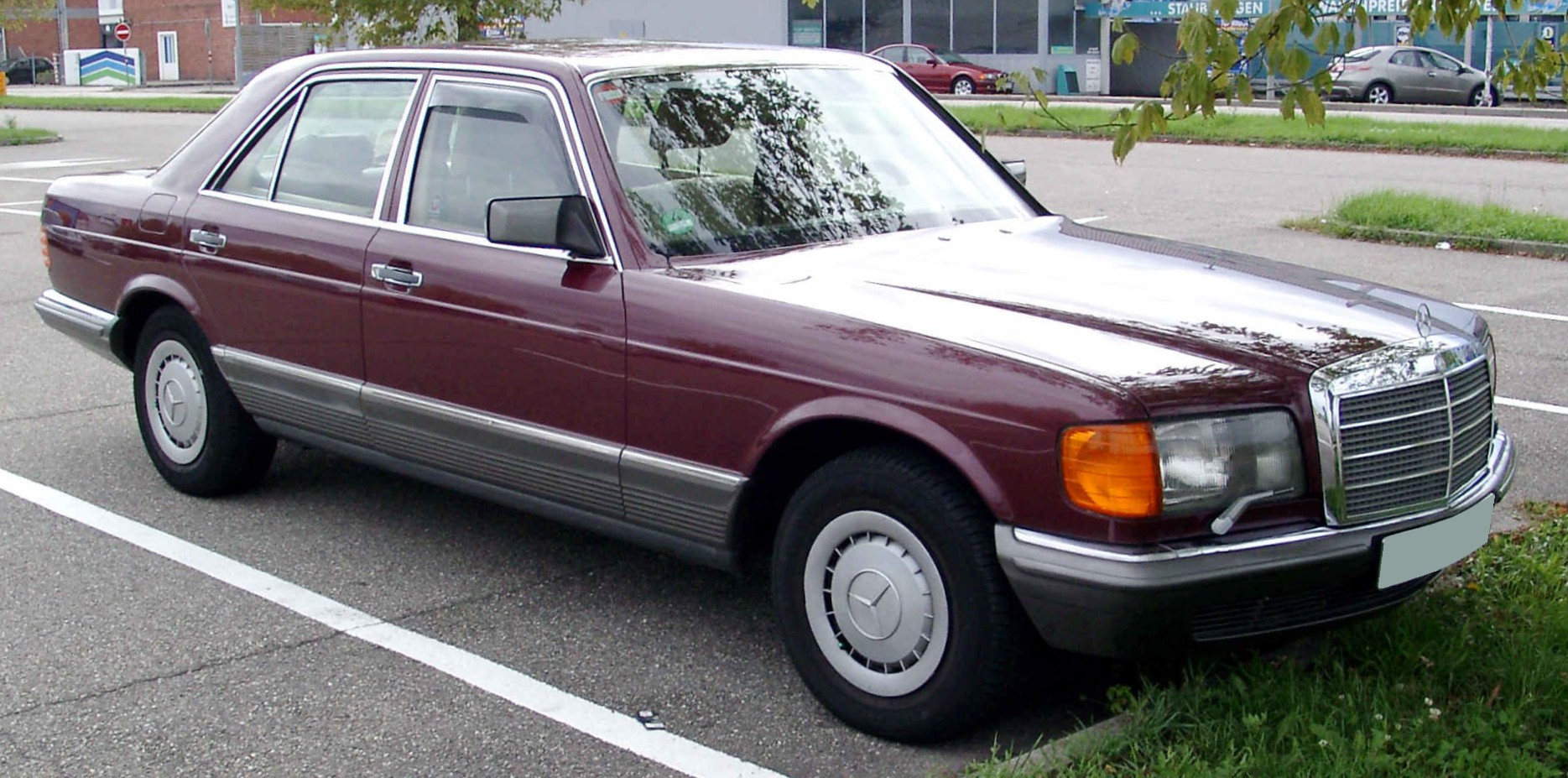
Le 380SE prodotte dal 1979 al 1981 e dal 1981 al 1985 montavano rispettivamente le due varianti del motore M116E38

Questa sigla identifica non uno ma due motori appartenenti alla famiglia M116, entrambi di cubatura pari a 3.8 litri. Il primo di questi motori è stato prodotto tra il 1979 ed il 1981, mentre il secondo, introdotto nel 1981 in sostituzione del primo, è stato prodotto fino al 1985.

Partendo dal primo dei due motori M116E38, non si può dire che esso sia nato direttamente dal 3.5 M116 visto in precedenza, poiché presenta una sostanziale novità, rappresentata dal monoblocco in lega di alluminio. La misura dell'alesaggio rimane invariata a quota 92 mm, mentre la corsa risulta più lunga di 6 mm rispetto al 3.5 con monoblocco in ghisa, passando così da 65.8 a 71.8 mm. La cilindrata complessiva raggiungeva così 3818 cc. 

Il motore M116E38 è stato proposto in due varianti, note anche con le sigle 116.960 e 116.961. Le due varianti erano pressoché identiche, salvo alcuni dettagli, ed erano caratterizzate come segue:
- monoblocco e testata in lega di alluminio;
- alesaggio e corsa: 92x71.8 mm;
- cilindrata: 3818 cc;
- alimentazione: iniezione meccanica Bosch K-Jetronic;
- rapporto di compressione: 9:1;
- potenza massima: 218 CV a 5500 giri/min;
- coppia massima: 305 N·m a 4000 giri/min;
- applicazioni:
  - Mercedes-Benz 380SE/SEL W126 (1979-81);
  - Mercedes-Benz 380SL R107 (1980-81);
  - Mercedes-Benz 380SLC C107 (1980-81).

Questo motore ebbe una carriera abbastanza breve, durata solo un paio di anni, al termine dei quali sarebbe stato rimpiazzato da una sua evoluzione, sempre da 3.8 litri di cilindrata e sempre siglato M116E38. 

Questo nuovo motore venne introdotto nel 1981 in seguito al varo di un nuovo progetto destinato a contenere i consumi e ad incrementare l'efficienza termica del propulsore stesso. Le misure prese a tale scopo furono: una nuova testata che integrava nuova camere di scoppio di nuovo disegno, l'aumento del rapporto di compressione, nuovi manovellismi all'albero motore e nuovi cilindri più stretti nell'alesaggio, ma più lunghi come corsa, in modo da aumentare la coppia motrice e renderla disponibile a regimi inferiori. Il motore risultante fu prodotto anch'esso in due varianti pressoché identiche tra loro e note agli addetti ai lavori con le sigle 116.962 e 116.963.

Le caratteristiche del nuovo motore M116 da 3.8 litri erano le seguenti:
- monoblocco e testata in lega di alluminio;
- alesaggio e corsa: 88x78.9 mm;
- cilindrata: 3839 cc;
- alimentazione: iniezione meccanica Bosch K-Jetronic;
- rapporto di compressione: 9.4:1;
- potenza massima: 204 CV a 5250 giri/min;
- coppia massima: 315 N·m a 3250 giri/min;
- applicazioni:
  - Mercedes-Benz 380SE/SEL W126 (1981-85);
  - Mercedes-Benz 380SEC C126 (1981-85);
  - Mercedes-Benz 380SL R107 (1981-85).

### M116E42

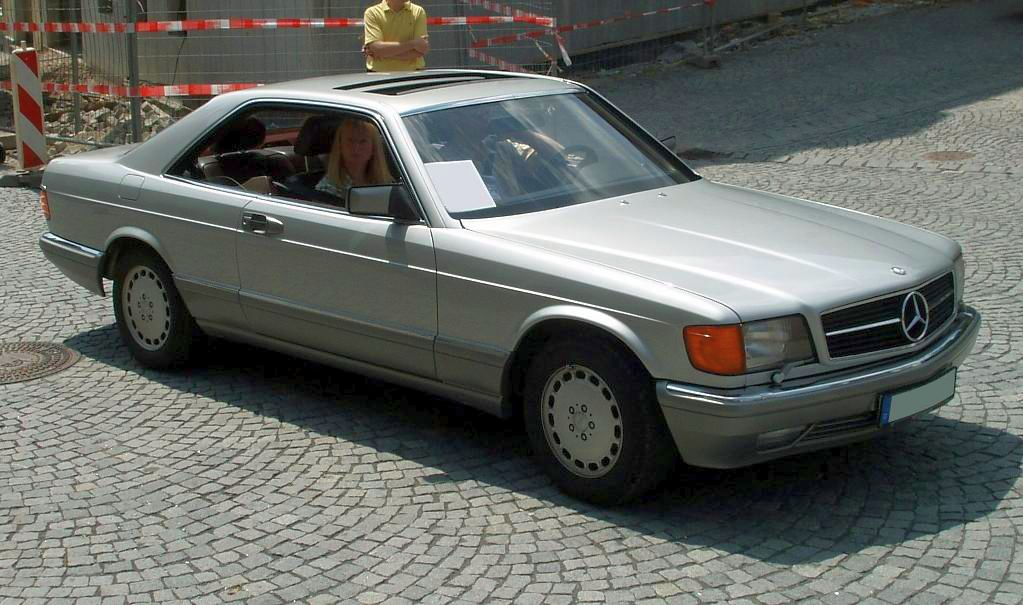
Il modello 420SEC è un esempio di applicazione del motore M116E42

Nel 1985 venne introdotto un nuovo motore M116, l'ultimo ad appartenere a tale famiglia. Questo nuovo motore tornò all'impiego dell'iniezione elettronica, stavolta del tipo KE-Jetronic, sempre prodotta dalla Bosch. Il nuovo motore, della cubatura di 4.2 litri, nacque dalla rialesatura dell'ultimo 3.8 litri: con un diametro cilindri passato da 88 a 92 mm, la cilindrata crebbe fino a 4196 cc. Venne ridotto invece il rapporto di compressione, sceso a 9:1. Nella sua configurazione iniziale, questo motore erogava una potenza massima di 218 CV a 5200 giri/min, con un picco di coppia pari a 324 N·m a 3750 giri/min. Fu subito disponibile anche una versione catalizzata di tale propulsore, le cui prestazioni erano però inferiori, con potenza massima di 204 CV e coppia massima di 304 N·m.

A partire dal settembre 1986 i due motori beneficiarono di un incremento di potenza. La versione catalizzata salì a 224 CV di potenza massima ed a 325 N·m di coppia massima. Nel caso della versione non catalizzata, invece, la potenza crebbe fino a 231 CV, con picco di coppia motrice pari a 335 N·m.

Il 4.2 litri M116, come già detto, fu l'ultimo dei motori M116. Dal 1991 il suo posto venne preso dal 4.2 M119, imparentato comunque con il 4.2 M116.

Il motore M116E42 è stato montato su:
- Mercedes-Benz 420SE/SEL W126 (1985-91);
- Mercedes-Benz 420SEC C126 (1985-91);
- Mercedes-Benz 420SL R107 (1985-89).